# Le Monde de Satan
Le Monde de Satan (titre original : Satan's World) est un roman de science-fiction de Poul Anderson appartenant au genre Space opera.

## Publication
Le Monde de Satan a été publié aux États-Unis en 1968 sous le titre Satan's World et en France en 1971 par les  éditions Denoël dans la collection Présence du futur. 

## Résumé
Le Monde de Satan est un globe solitaire obscur et glacé qui ne gravite autour d'aucune étoile, un « astre errant ». Il vient d'être découvert par David Falkayn, un explorateur au service de la « Compagnie Solaire Epices et Spiritueux », dont le propriétaire est Nicholas van Rijn. La course de cette planète orpheline va bientôt l'amener à passer près d'une étoile qui va la réchauffer et la rendre habitable pour quelque temps. David Falkayn réalise l'énorme valeur potentielle de ce monde, car il peut accueillir des industries polluantes ou dangereuses qui ne trouveraient pas place ailleurs. Il s'apprête à faire valoir les droits qui vont tous les rendre fabuleusement riches. Mais les choses ne sont pas aussi simples : en compagnie de son équipage composé de deux extraterrestres, la chatte bipède Chee Lan, et Adzel qui ressemble à un centaure mâtiné de dragon, il va connaître de multiples aventures…

## Contexte d'écriture
Ce roman fait partie du cycle de la Ligue Polesotechnique, que l'auteur écrivit entre 1954 et 1982. Ce cycle comprend plusieurs nouvelles et romans, dont Nicholas van Rijn (né en 2376) et David Falkayn (né en 2406) sont les héros principaux. La Ligue Polesotechnique est une sorte de guilde marchande interstellaire. Le cycle se termine avec sa dissolution.

## Analyse du contexte astrophysique

### Planète errante
Une planète errante (ou orpheline) est un objet libre de masse planétaire qui se meut dans l'espace sans être gravitationnellement lié à une étoile. Bien qu'elles soient quasiment indétectables car elles n'émettent pas de lumière et ne sont éclairées par aucune étoile proche, on pense actuellement qu'il y en a un grand nombre dans notre galaxie, la Voie lactée. Une des hypothèse concernant la formation d'une  géante gazeuse errante est qu'elle pourrait se former directement par condensation d'un nuage de gaz, comme c'est le cas pour une étoile. Alternativement, il pourrait aussi s'agir de corps éjectés de leur système planétaire durant la phase de formation, ou plus tardivement lors de la rencontre du système avec un autre corps massif perturbant les orbites acquises. Par contre, une planète tellurique errante de densité élevée (comme le Monde de Satan ou notre Terre), ne semble pas pouvoir se former directement par accrétion d'un nuage de gaz.
John J. Matese, professeur émérite à l'université de Louisiane à Lafayette (Canada), pense même que notre propre système solaire a capturé une planète errante de plusieurs fois la masse de Jupiter, qui orbiterait dans le nuage d'Oort à la considérable distance de 25 000 UA du Soleil. (Note : UA = Unité Astronomique, 1 unité astronomique = la distance de la Terre au Soleil, soit 150 millions de kilomètres)
Le Docteur John Murray, de l'Open University à Milton Keynes (Royaume-Uni), est arrivé indépendamment à la même conclusion.
À noter que pour être qualifiée de « planète », un corps céleste doit posséder une masse inférieure à 13 fois la masse de Jupiter, qui elle-même accuse 318 fois la masse terrestre. L'étiquette de « planète errante » recouvre donc un large éventail de possibilités, allant d'un gros astéroïde comme Cérès à la super-géante gazeuse, ce qui inclut une planète ayant la masse de la Terre.
Un corps céleste dont la masse est supérieure à 13 fois la masse de Jupiter (0,07 fois la masse du Soleil) mais reste inférieure à 80 fois cette masse est une naine brune. C'est en quelque sorte une "étoile ratée", qui amorce seulement une fusion limitée du deutérium. Si sa masse est supérieure à 80 fois celle de Jupiter, elle accèdera au statut de "vraie" étoile" et pourra démarrer en son sein la fusion de l'hydrogène en hélium. 
Le concept de planète errante a été repris dans plusieurs œuvres de science-fiction. Lorsqu'une planète errante survient dans notre système solaire, ce ressort est généralement utilisé pour décrire les perturbations et catastrophes en tous genres qu'elle y apporte.

## Œuvres reprenant le concept de planète errante
Romans de science-fiction :
- La Planète de Satan, de Poul Anderson[réf. nécessaire]

Jeux :
- Le Monde de Pern [3]

Films :
- La Planète errante (Il pianeta errante), film italien d'Antonio Margheriti (1966) [4]

D'autres œuvres similaires peuvent être trouvées en cliquant sur le lien :  Objet libre de masse planétaire.